# ياسومي ماتسونو
ياسومي ماتسونو (باليابانية: 松野泰己) مواليد 1965، هو مصمم ألعاب فيديو ياباني. وهو واحد من المصممين القلة الذين حصلت لعبتان من تصميمهم على العلامة الكاملة من قبل مجلة فاميتسو وهاتان اللعبتان هما فاينل فانتسي XII وفاجرانت ستوري مع 40 من أصل 40 نقطة.

## بداية حياته
عاش ياسومي ماتسونو في منطقة ريفيه، حيث وجد أن مصدر التسلية الوحيد له، هو الأفلام، وجهاز التلفاز، والكتب وشملت هواياته صنع جهاز الديوراما.
كان من المعجبين بالديوراما حول الحرب العالمية الثانية، والتي كان يصنعها من خلال خبرته من المكتبة العامة المحلية، حيث كان يجسد عناصر القصة من خلال خياله الواسع.

## صناعة ألعاب الفيديو
صرح ياسومي ماتسونو أن ألعاب الفيديو الغربية أثرت فيه كثيراً، وكما قامت الأفلام الغربية بذلك، وشدد على أن فتره بين عام 1977 إلى عام 1980 كانت الفترة التي أثرت فيه كثيرا، وتلك كانت فتره بداية سلسلة حرب النجوم.